# Мілад Беігі
Мілад Беігі Хачергані (азерб. Milad Beygi Hərçigani, нар. 1 березня 1991) — азербайджанський тхеквондист, бронзовий призер Олімпійських ігор 2016 року.

## Виступи на Олімпіадах
| Олімпіада           | Дисципліна | Місце |
| ------------------- | ---------- | ----- |
| Ріо-де-Жанейро 2016 | до 80 кг   | 3     |

## Зовнішні посилання
- Мілад Беігі — олімпійська статистика на сайті Sports-Reference.com (англ.) (архівна версія)